# Parque nacional Errk Oykangand
Errk Oykangand (llamado Ríos Mitchell-Alice hasta 2009) es un parque nacional en Queensland (Australia), ubicado a 1.748 km al noroeste de Brisbane y 699 km al oeste de Cairns, en la confluencia occidental de los ríos Alice y Mitchell. El recibe también el nombre de Tierras aborígenes de la península del cabo York (abreviado CYPAL) y fue el primer parque nacional ed Australia devuelto a sus propietarios originales, el pueblo Uw Oykangand